# Babka Iljina
Babka Iljina (Knipowitschia iljini) – gatunek ryby z rodziny babkowatych (Gobiidae).

## Taksonomia
Po raz pierwszy gatunek opisał naukowo Lew Berg, rosyjski ichtiolog, na łamach biuletynu Akademii Nauk ZSRR w 1931. Nazwa rodzajowa Knipowitschia pochodzi od nazwiska zoologa Nikołaja Knipowicza. Epitet gatunkowy odnosi się do Borisa Iljina, rosyjskiego ichtiologia, badającego babki z mórz Kaspijskiego i Czarnego.

## Występowanie
Występuje w środkowej części Morza Kaspijskiego. Zasięgiem obejmuje wody Rosji, Azerbejdżanu i Iranu. W podziale na regiony rybołówstwa FAO (ang. FAO Major Fishing Areas) gatunek notowany w regionach wód śródlądowych Azji (4) i wód śródlądowych Europy (5).
Jest rybą denną (przydenny tryb życia jest właściwy dla całego podrzędu babkowców). Bytuje w wodach słonych i słonawych. Niespotykana w wodach słodkich.

## Morfologia
Są to babki małe. Osiągają do 4,7 cm długości całkowitej. Mają dwie oddzielne płetwy grzbietowe – pierwszą z 6 promieniami twardymi, drugą z jednym twardym i 8–9, rzadziej 10, promieniami miękkimi. Płetwa ogonowa jest zaokrąglona, symetryczna. Ciało, z wyjątkiem nagich głowy, karku i brzucha, jest pokryte ktenoidalnymi łuskami. Usta są skierowane skośnie ku górze, dolna szczęka jest lekko wysunięta w stosunku do szczęki górnej. Przestrzeń międzyoczodołowa jest węższa aniżeli średnica oka.
Osobniki męskie charakteryzują się ciemniejszym ubarwieniem niż samice. U samców występują wyraźne poprzeczne pasy na bokach. Płetwy także mają ciemniejsze niż samice. Wzdłuż krawędzi płetwy odbytowej biegnie ciemna smuga. Na płetwach grzbietowych występują ciemne podłużne pasy. U osobników żeńskich płetwy nie mają pasów. U samic wyraźnie smuklejszy jest trzon ogonowy.

## Biologia
Jako że jest to babka mała, pada ofiarą innych ryb, m.in. Ponticola bathybius.

## Ochrona
Gatunek nie widnieje w czerwonej księdze IUCN